# FK Viktoria Žižkov
Maillots
Le FK Viktoria Žižkov est un club tchèque de football basé à Prague, dans le quartier de Žižkov. 
Dans les années 1920, ce fut le seul club à bousculer le duopole des deux grands clubs de Prague, le Sparta et le Slavia, lors des premiers championnats de Tchécoslovaquie.
Inexistant durant l'occupation soviétique, Viktoria est revenu parmi l'élite, loin toutefois du niveau des deux géants du football tchèque. Pour la saison 2012-2013, le club évolue en deuxième division tchèque, après avoir joué une saison en Gambrinus Liga.

## Historique
- 1903 : Le Sportovní Kroužek Viktoria Žižkov est fondé par des étudiants à Žižkov

- 1904 : Le club est renommé SK Viktoria Žižkov

- 1919 : En finale de la Coupe de Tchécoslovaquie, Viktoria s'incline (2-0) contre le Sparta.

- 1920 : En finale de la Coupe de Tchécoslovaquie, Viktoria s'incline (5-1) contre le Sparta.

- 1921 : Viktoria remporte enfin la Coupe de Tchécoslovaquie en battant en finale le Sparta (3-0).

- 1928 : Viktoria remporte son premier et seul titre de champion de Tchécoslovaquie.

- 1928 : Viktoria atteint les demi-finales de la Coupe Mitropa, où il est battu par le Rapid Vienne. En quart de finale, Žižkov avait battu Gradanski Zagreb, l'emportant notamment 6-1 à domicile.

- 1929 : Viktoria remporte sa deuxième Coupe de Tchécoslovaquie en battant en finale le SK Libeň (3-1). Il termine en outre deuxième du championnat tchécoslovaque derrière le Slavia.

- 1933 : Viktoria remporte sa troisième Coupe de Tchécoslovaquie en battant en finale le Sparta (2-1).

- 1940 : Viktoria remporte sa quatrième Coupe de Tchécoslovaquie en battant en finale le Sparta (5-3).

- 1950 : Le club est renommé Sokol Viktoria Žižkov

- 1951 : Le club est renommé Sokol ČSAD Žižkov

- 1952 : Fusion avec le Avia Čakovice en TJ Slavoj Žižkov

- 1965 : Le club est renommé TJ Viktoria Žižkov

- 1973 : Le club est renommé TJ Viktoria Žižkov Strojimport

- 1982 : Le club est renommé TJ Viktoria Žižkov PSO

- 1992 : Le club est renommé FK Viktoria Žižkov

- 1993 : Viktoria retrouve l'élite du football tchèque après de longue années dans les divisions inférieures.

- 1994 : Viktoria remporte la Coupe de la Tchéquie après avoir battu en finale le Sparta (2-2, 6 tirs au but à 5).

- 1994 : Première participation européenne. En Coupe des Vainqueurs de Coupes, Viktoria élimine les Suédois de IFK Norrköping (1-0, 3-3) en préliminaires, mais tombe en seizième de finale devant Chelsea (2-4, 0-0).

- 1995 : Viktoria s'incline en finale de la Coupe de la Tchéquie face à SK Hradec Králové (0-0, 3 tirs au but à 1).

- 2001 : Viktoria remporte une nouvelle Coupe de la Tchéquie après avoir battu en finale le Sparta (2-1 après prolongation).

- 2001 : Au premier tour de la Coupe UEFA, Viktoria est éliminé par le FC Tirol Innsbruck (0-0, 0-1).

- 2002 : Viktoria réalise le plus bel exploit de son histoire européenne en éliminant les Glasgow Rangers (2-0, 1-3 a.p.) au premier tour de la Coupe UEFA. En préliminaire, Viktoria avait sorti le club san-marinois de Domagnano (2-0, 3-0). Au deuxième tour, Viktoria sera sorti par le Betis Seville (0-1, 0-3).

- 2003 : Après avoir éliminé le club kazakh du Zhenis Astana (3-0, 3-1), Viktoria est sorti au premier tour de la Coupe UEFA par Brøndby IF (0-1, 0-1).

- 2004 : Une série de mauvais résultats accompagné d'un scandale de corruption conduit le club en deuxième division.

- 2007 : Viktoria remporte le championnat tchèque de D2 et remonte en Gambrinus Liga.

- 2009 : Viktoria termine seizième et dernier de la Gambrinus Liga et retourne en deuxième division tchèque.

- 2011 : Le club retrouve la Gambrinus Liga.

## Palmarès
- Championnat de Tchécoslovaquie (1) :
  - Champion : 1928
  - Vice-champion : 1929

- Championnat de Tchéquie de deuxième division (1) :
  - Champion : 2007

- Coupe de Tchécoslovaquie (4) :
  - Vainqueur : 1921, 1928, 1933, 1940
  - Finaliste : 1919, 1920

- Coupe de Tchéquie (2) :
  - Vainqueur : 1994, 2001
  - Finaliste : 1995

- Meilleure performance européenne : Deuxième tour de la Coupe UEFA 2002-2003

## Stade
Le FK Viktoria Stadion (en) est le stade du Viktoria Žižkov. D'une capacité de 4 600 places assises, il est situé rue Seifertova à la station de tramway Husinecki. En 2007, un fanshop a été ouvert à l'entrée du stade. 

## Joueurs
- Patrik Gedeon
- Tomáš Oravec
- Karel Poborský

## Culture populaire
Le film "Muži v offsidu" de Karel Poláček (1931) se passe autour du club. On y voit de nombreux extraits de matches de l'époque.
L'acteur tchèque Vlasta Burian a joué gardien de but à Žižkov vers 1916, avant d'embrasser sa carrière d'acteur. Une plaque commémorative vissée au Viktoria Stadion rappelle cette prestigieuse appartenance.